# Царёвка (Приморский край)
Царёвка — деревня в Шкотовском районе Приморского края, входит в состав Романовского сельского поселения.

## География
Деревня находится в месте слияния рек Петровка и Лиановка, недалеко от побережья бухты Суходол Уссурийского залива, на расстоянии 12 км от посёлка городского типа Смоляниново, административного центра района, и примерно 85 км от города Владивосток, административного центра края.

## История
Деревня основана в 1887 году переселенцами из Черниговской губернии.

## Население
| 1887 | 1891 | 1896 | 1900 | 1912 | 1915 | 1926 |
| ---- | ---- | ---- | ---- | ---- | ---- | ---- |
| 32   | ↗51  | ↗72  | ↗99  | ↗180 | ↗296 | ↗374 |
| 2002 | 2005 | 2008 | 2010 |      |      |      |
| ↘193 | ↘190 | ↗191 | ↘150 |      |      |      |

## Улицы
- ул. Верхняя,
- пер. Зелёный,
- ул. Центральная.

## Транспорт
Через деревню проходит автомобильная трасса А188 Угловое — Находка и железнодорожная ветка Смоляниново — Фокино.